# Stenopogon kaltenbachi
Stenopogon kaltenbachi är en tvåvingeart som beskrevs av Engel 1929. Stenopogon kaltenbachi ingår i släktet Stenopogon och familjen rovflugor. Inga underarter finns listade i Catalogue of Life.